# باتن غوينيت
باتن غوينيت (بالإنجليزية: Button Gwinnett)‏ (و. 1735 – 1777 م) هو سياسي من الولايات المتحدة الأمريكية. ولد في غلوسترشير.
توفي في سافانا، عن عمر يناهز 42 عاماً.

## مناصب
تولى منصب حاكم جورجيا.